# Neoallochernes minor
Espèce
Neoallochernes minor est une espèce de pseudoscorpions de la famille des Chernetidae.

## Distribution
Cette espèce est endémique de l'île d'Antigua à Antigua-et-Barbuda.

## Publication originale
- Muchmore, 1996 : A new species of Neoallochernes from Antigua (Pseudoscorpionida: Chernetidae). Caribbean Journal of Science, vol. 32, no 4, p. 387-389.